# 山浦栄二
山浦 栄二（やまうら えいじ、1936年8月11日 - 2010年7月27日）は、日本のアニメプロデューサー、実業家。
アニメ制作会社サンライズ企画部の「矢立肇」という共同ペンネームは、1980年代前半までほぼ山浦本人を指すものだったとされる。

## 人物
サンライズの創立メンバーで、 企画部長当時は『機動戦士ガンダム』の企画立案者の一人でもあった。後に同社の代表取締役社長に就任。
サンライズの自社オリジナル作品の多くに原案・原作としてクレジットされる「矢立肇」という名義はサンライズ企画部の共同ペンネームだが、山浦が企画部長だった当時は山浦のことだと認識されていたと関係者たちは証言している。
企画部長当時に『機動戦士ガンダム』『太陽の牙ダグラム』『銀河漂流バイファム』などの様々な作品で山浦がイメージソースとして常に挙げていたのは『十五少年漂流記』と『太閤記』、つまり『サバイバル』と『立身出世』だった。
ロボットのイメージをデザイナーに伝える時、山浦は絵を描いたり具体的にどうこうしてくれと言うのではなく、暗号のような抽象的な記号で伝達してくるので、デザイナーは意を汲んでそれを再現していた。また山浦にはロボットの足に関して一家言あり、それは「ロボットの足はどっしりと大地に足をつけているべき」というものだった。
口癖は「ドラマは高く、アイテムは低く」。アニメだからとドラマのレベルを低くする必要はないが、テレビで流す作品はあくまで商品であり、スポンサーは大事なので、玩具は低くしても売らないといけないという意味である。
大河原邦男がデザインしたザクを初めて見た時、「これは兵器だ」と衝撃を受け、大河原に会ったときにすぐにザクの頭部に撃墜マークを入れてくれと頼んだ。またガンダムがなぜ当たったかについては、ガンダムは兵器ではなくキャラクターだったからだと語っている。

## 経歴
大学卒業後、東映動画の撮影部に入社。カメラマンを目指したが、テレビ時代の到来を機に、新興の虫プロダクションに移る。
入社後しばらくして役員秘書になるが、虫プロの経理のいい加減さに気付いた。いくらの予算があっていくらかかって結果がどうなったのか誰も把握しておらず、昇給が仕事をやるかやらないかではなく文句を言ったか言わないかで決まるなど、まったくの丼勘定であった。また現場では、たくさん動画の描ける能力の高いアニメーターも能力の低い人のレベルに合わせてしまっていた。そこで山浦は、当時の社長に役員と管理職のリストラと出来高払い制の導入を提案したが、「自分の哲学として人のクビは切れない」と言われ、受け入れてもらえなかった。しかし、そのことで現場の人間だけの会社なら経営を維持できることがわかったので、虫プロを辞めて仲間たちと会社を設立することにした。
1972年、虫プロに所属していた岸本吉功、伊藤昌典、渋江靖夫、岩崎正美、沼本清海、米山安彦とともに東北新社の下請け会社としての「創映社」を設立。その後、創映社は「日本サンライズ」に改組して独立。
1979年には日本サンライズの自主企画・制作の『機動戦士ガンダム』が大ブームとなる。
1987年、日本サンライズがサンライズと改称するとともに3代目の代表取締役社長に就任。
2010年、海外から帰国したその足で立ち寄った喫茶店で急逝（享年73）。